# 正定寺 (台東区)
正定寺（しょうじょうじ）は、東京都台東区にある浄土宗の寺院。

## 歴史

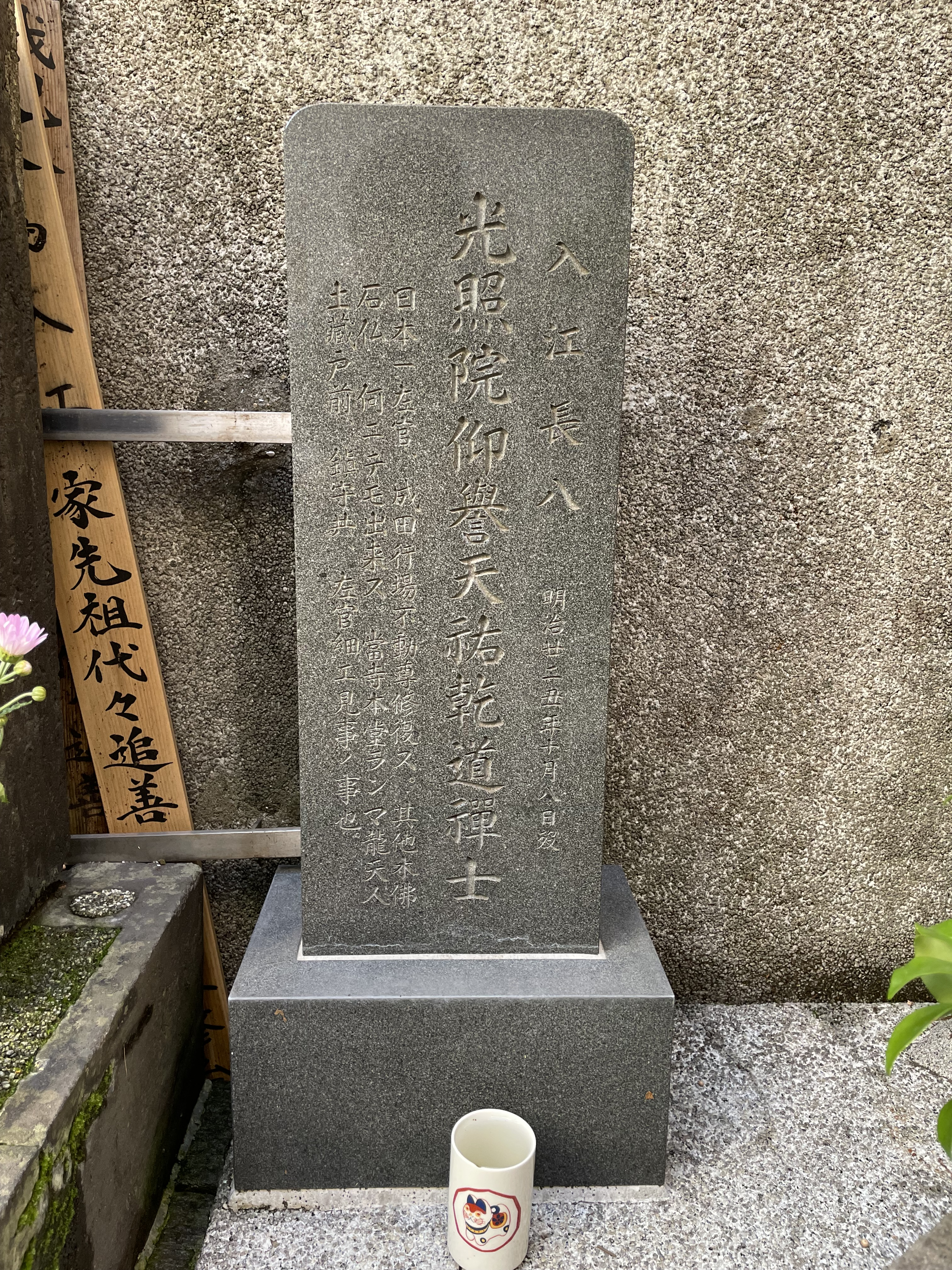
入江長八の墓

1613年（慶長18年）、伝国によって開山された。元々は神田に位置していたが、その後下谷に移転し、1714年（正徳4年）に現在地に移転した。
墓地には、漆喰細工の名人として知られる入江長八の墓がある。
また当寺はスカウト運動に関わっており、戦前より地元のボーイスカウトやガールスカウトの組織を立ち上げている。

## 交通アクセス
- 田原町駅より徒歩約7分（経路案内）。